# Smyrnium behboudianum
Smyrnium behboudianum är en flockblommig växtart som först beskrevs av Karl Heinz Rechinger, och fick sitt nu gällande namn av Minosuke Hiroe. Smyrnium behboudianum ingår i släktet vinglokor, och familjen flockblommiga växter. Inga underarter finns listade i Catalogue of Life.